# جون ميلتون ثاير
جون ميلتون ثاير (بالإنجليزية: John M. Thayer)‏ هو محامي وضابط وسياسي أمريكي، ولد في 24 يناير 1820 في الولايات المتحدة، وتوفي في 19 مارس 1906 في لنكن في الولايات المتحدة. حزبياً، نشط في الحزب الجمهوري. وقد انتخب Governor of Wyoming Territory ‏ (1 مارس 1875 – 10 أبريل 1878) وانتخب حاكم نبراسكا ‏ وانتخب عضو مجلس الشيوخ الأمريكي.